# Kathedrale von Acerenza
Die Kathedrale von Acerenza oder die Kathedrale Mariä Himmelfahrt und St. Canius (italienisch Cattedrale di Santa Maria Assunta e San Canio) ist die Kathedrale des Erzbistums Acerenza in der gleichnamigen Gemeinde der Provinz Potenza in der süditalienischen Region Basilikata. Die Kathedralbasilika trägt die Patrozinien Mariä Aufnahme in den Himmel sowie des Bischofs St. Canius.

## Geschichte
Die Kathedrale in Acerenza wurde zwischen dem 11. und 13. Jahrhundert auf den Ruinen einer älteren, frühchristlichen Kirche errichtet. Diese war wiederum auf den Überresten eines antiken Tempels aus römischer Zeit errichtet worden, der Hercules Acheruntino geweiht war.
Die Bauarbeiten begannen unter Erzbischof Arnald aus Cluny im Jahr 1080, als die Reliquien des heiligen Canius entdeckt wurden. Möglicherweise wurde die Kathedrale schon nach einem Brand im Jahr 1090, der den größten Teil der Stadt zerstörte, umgebaut.
Im Jahr 1281 wurde die Kathedrale gotisch-romanisch umgestaltet und erhielt drei Apsiden am Chor und eine Fassade mit drei Portalen.

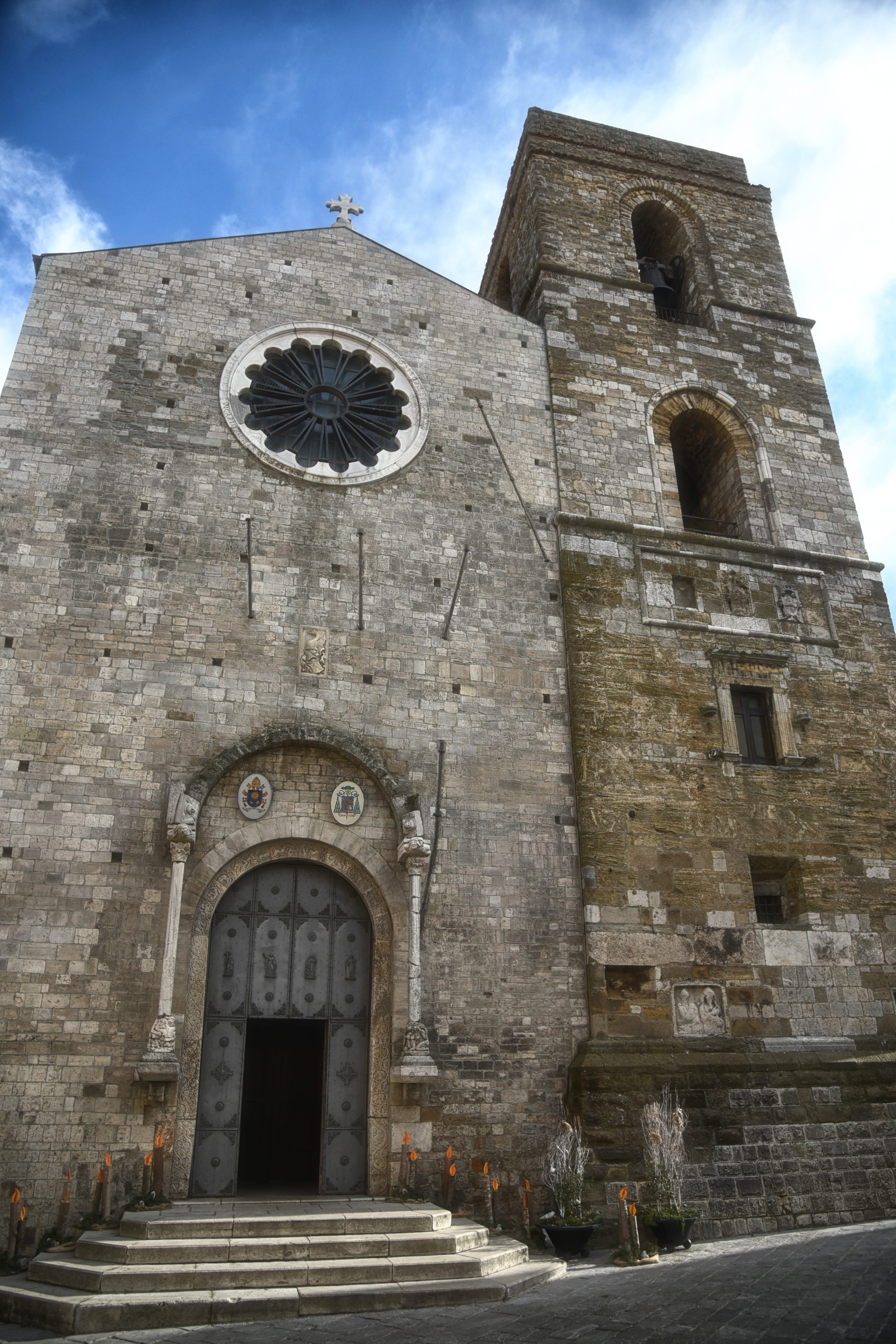
Westfassade und Glockenturm

Nach dem Erdbeben von 1456 wurde das Kirchenschiff, zusammen mit dem Glockenturm auf der rechten Seite, mit Pfeilern versehen wieder aufgebaut. 1524 gaben Giacomo Alfonso Ferrillo, Graf von Muro, und seine Frau Maria Balsa den erhöhten Chor über einer Krypta in Auftrag, die reich mit Schnitzereien und Fresken verziert wurde. Aus der gleichen Zeit stammen die Restaurierung der Fassade und des Portals.
1555 wurde die Krypta erneut geweiht. Im selben Jahr gestaltete Pietro di Muro Lucano den rechten Glockenturm im Stil der Renaissance um.
Nach den Erdbeben von 1921 und 1930 wurde die zerstörte Kuppel erst durch ein Podest ersetzt und ab 1934 wiederaufgebaut. Zugleich wurden im Innenraum Elemente einer Barockisierung entfernt. 1953 wurden der Aufstieg zum Chor sowie die Treppenzugänge zur Krypta umgestaltet. 1956 verlieh Papst Pius XII. der Kathedrale zusätzlich den Titel einer Basilica minor.

## Bauwerk
Die dreischiffige Basilika ist nach Westen ausgerichtet und hat einen länglichen Grundriss mit einem Hauptschiff und zwei durch Pfeiler getrennten Seitenschiffen, einem Querschiff mit zwei Kapellen an der Ostseite und einem Chor mit Umgang, von dem drei weitere Kapellen abgehen. Es handelt sich um einen romanischen Bau mit ursprünglich zwei Glockentürmen, von denen heute nur noch der rechte die Westfassade flankiert. Sie zeigt Ähnlichkeiten zur unvollendeten Abteikirche Santissima Trinità di Venosa und zur Kathedrale von Aversa. Die Kathedrale hat eine Länge von 69 Metern bei einer Breite von 23 Metern.
Die zehn Säulen zwischen Mittel- und Seitenschiffen tragen eine Fachwerkdecke. Die Vierungskuppel erhebt sich über einem Tambour. Unter der Kuppel beginnt der umgrenzte und erhobene Chorraum mit dem Hauptaltar unter einem hölzernen Kruzifix aus dem 17. Jahrhundert, das in der halbrunden Apsis hängt. Die Querschiffe besitzen jeweils auf der Chorseite Kapellen in Konchen. Die rechte Kapelle zeigt ein bedeutsames Polyptychon mit einer Rosenkranzmadonna mit Thomas von Aquin. Sie wurde 1583 von Antonio Stabile geschaffen. Auf den 15 zu öffnenden Tafeln werden die Geheimnisse des Rosenkranzes dargestellt.
In einem kleinen Museum auf der linken Seite wird eine alte, im 16. Jahrhundert nachgebesserte Steinbüste aufbewahrt, die ursprünglich von der Fassade stammt und als römischer Kaiser Julian oder als Kaiser Friedrich II. identifiziert wird.
Die Krypta unter dem Chor ist im Stil der Renaissance gestaltet. Sie wurde nach Vorbild der Kapelle von Succorpo in der Kathedrale von Neapel gestaltet. Die Krypta besteht aus einem quadratischen Raum, in dem vier zentrale Säulen mit stark verzierten Pulvinaren das Kreuzgewölbe mit neun Feldern tragen. Die Wände sind mit Fresken geschmückt.

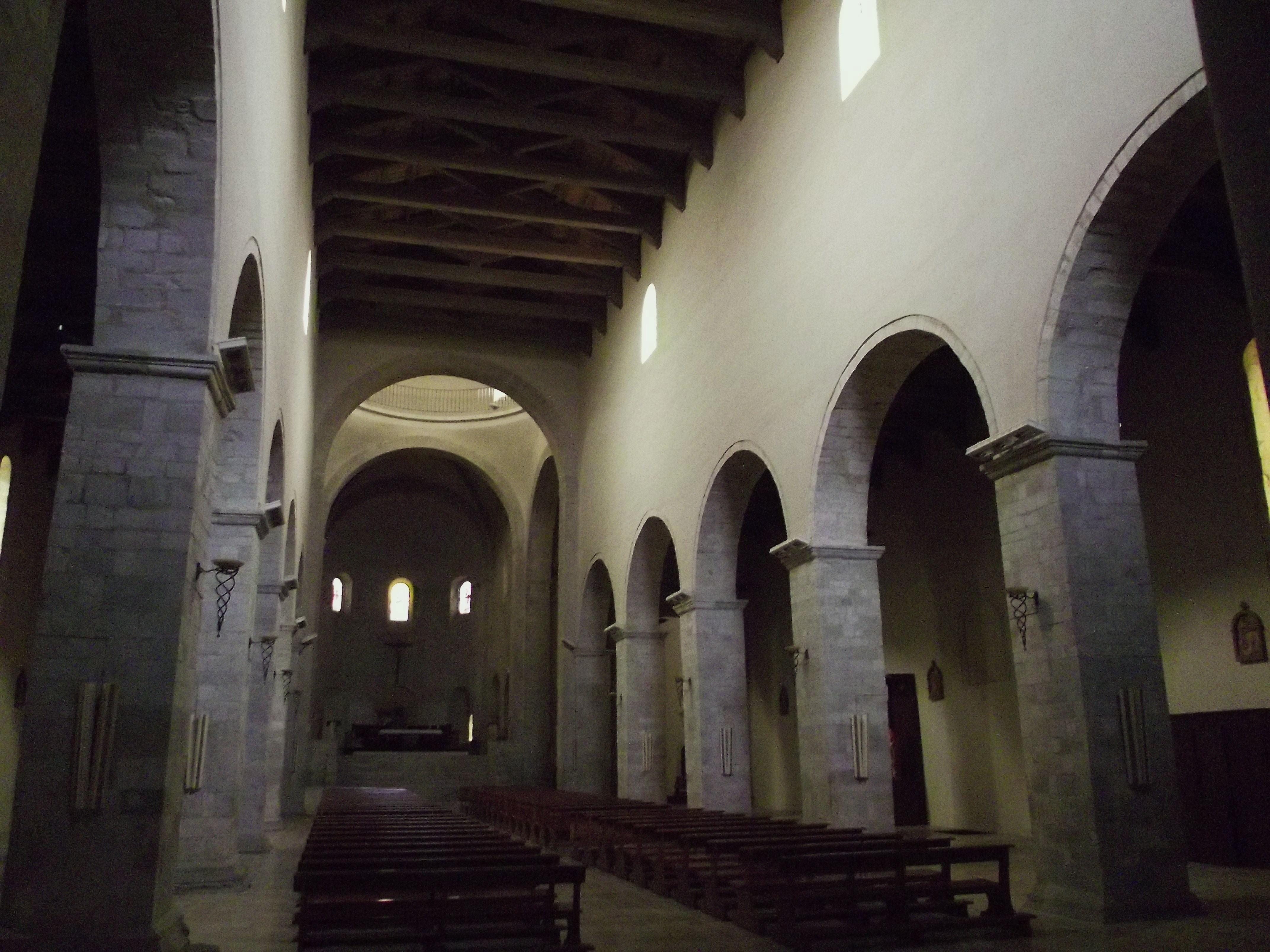
Innenraum mit Blick zum Chor
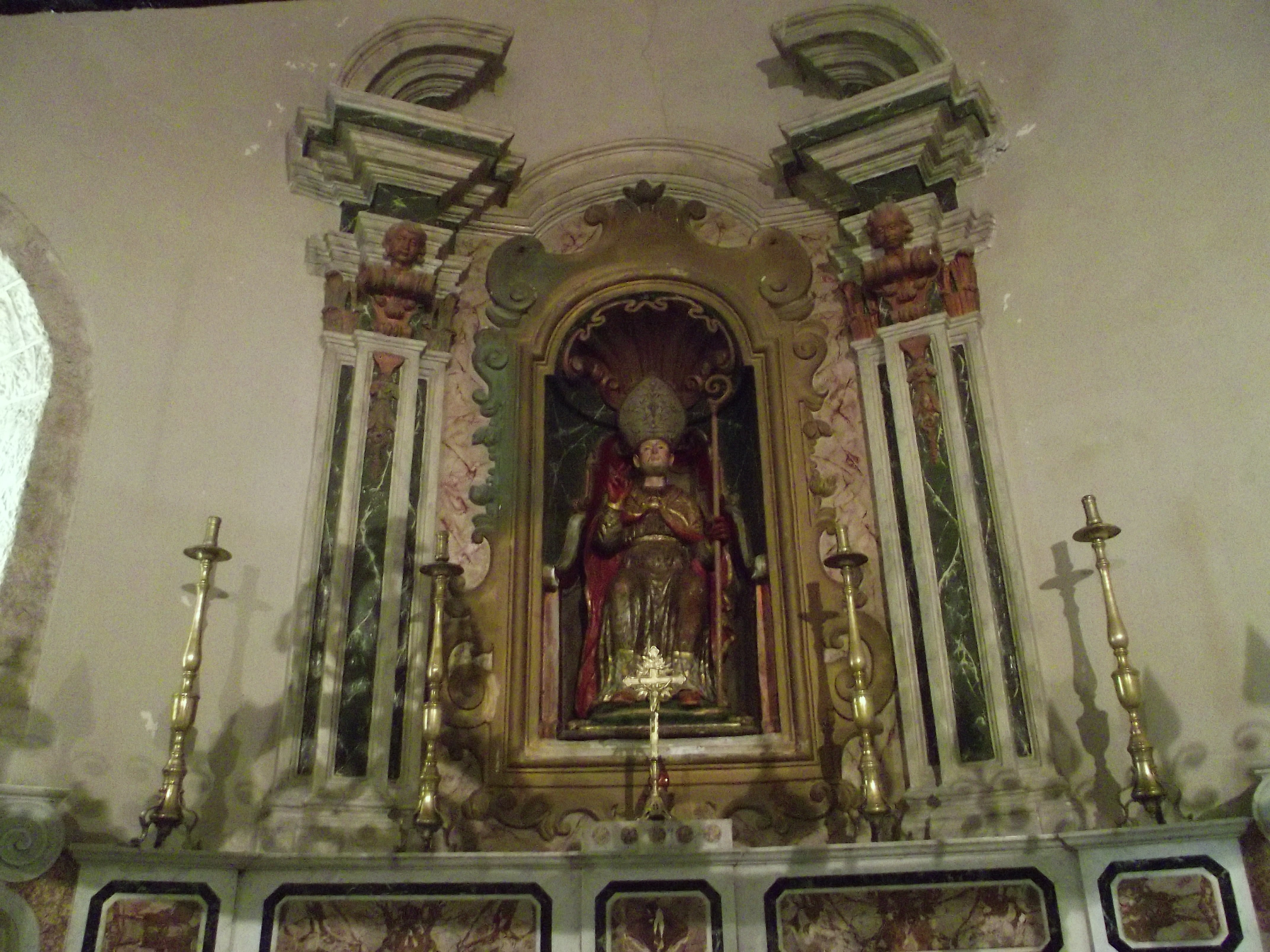
Altar von San Canio
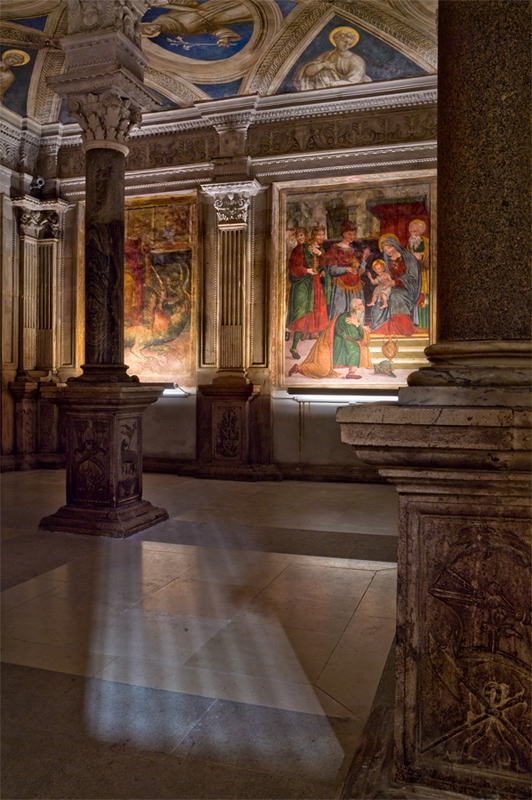
Krypta
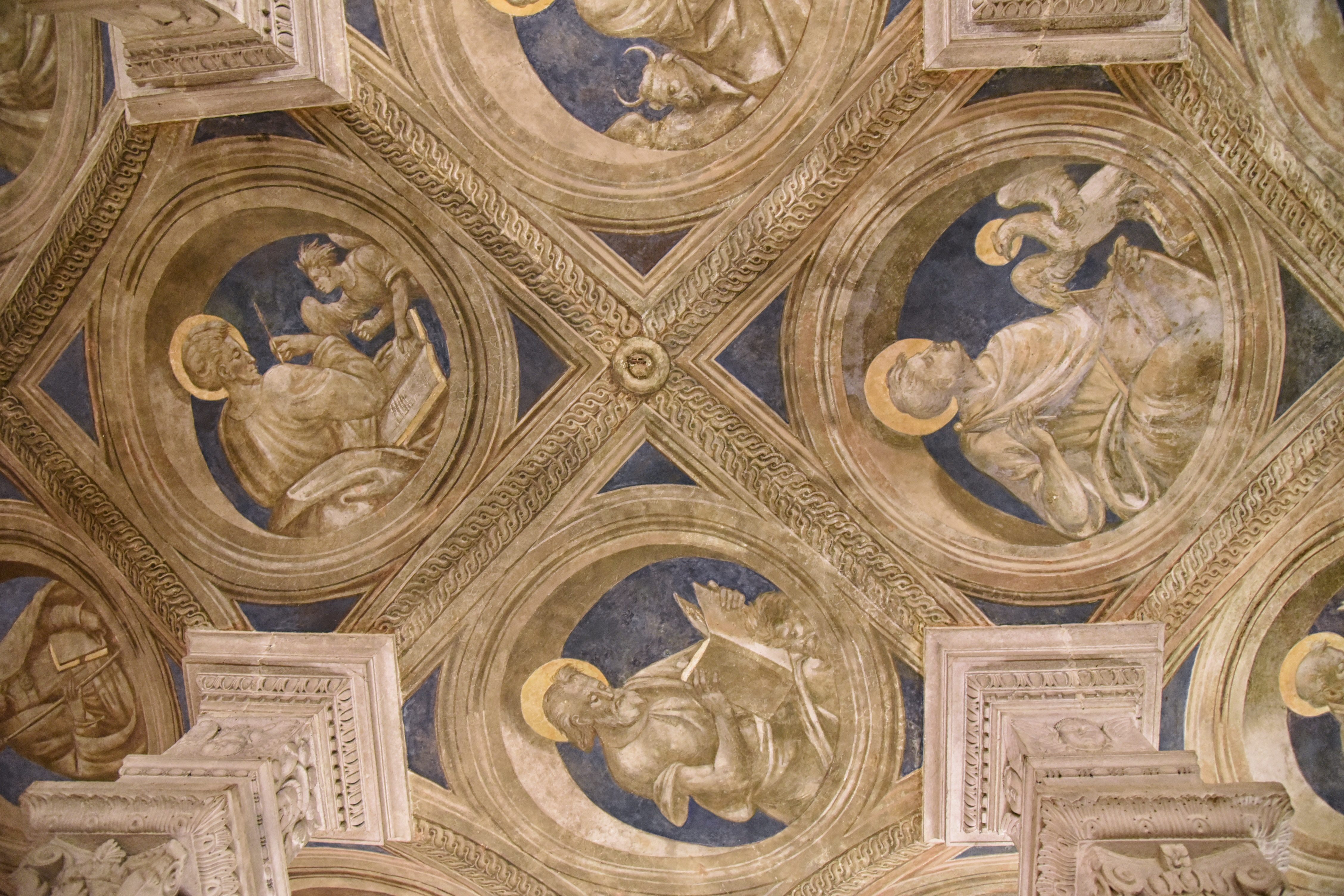
Deckenfresko der Krypta